# District de Calca
Le district de Calca est l’un des huit districts de la province de Calca, département de Cuzco, situé au Pérou. Il a été créé le 21 juin 1825 par décret de Simón Bolívar.
La capitale est la ville de Calca, située à une altitude de 2 925 m.